# ウェブマイニング
ウェブマイニング（英: web mining）とは、ウェブサイトの構造やウェブ上のデータを利用して行うデータマイニングのことである。ウェブ上にあるデータやコンテンツ、テキスト情報から役立つ情報を抽出する処理のことで、掲示板やブログ、商品レビューの情報から意見・評判を抽出するシステム、SNSサイトやEコマースサイトからの人間や商品の関係性を抽出するシステム等が実用化されている。"Web mining"の語の初出はOren Etzioniにより1996年11月にACMに提出された論文と推測される。